# Legioen van Béon
Het Legioen van Béon, de huzaren van Béon (Frans; "Hussards de la Légion de Béon"), was een legertje van zogenaamde émigrés, aristocratische vluchtelingen uit het door de Franse Revolutie bevrijde Frankrijk. Zij hoopten met buitenlandse steun hun oude voorrechten te kunnen herwinnen.
Onder aanvoering van Generaal Louis Joseph Nompar de Caumont, 8e Hertog van La Force, Markies van Caumont en Pair van Frankrijk, vochten zij sinds maart 1793 onder Nederlandse vlag. Na de Franse inval in Nederland in 1795 weken zij uit naar Engeland waar zij in 1796 als de "Hussards de Béon" deel van de cavalerie werden. De overlevenden van het Legioen keerden in 1814 met Lodewijk XVIII terug naar Frankrijk.
Hun uniform was blauw met oranje collet en parement. De tressen op de dolman waren wit.

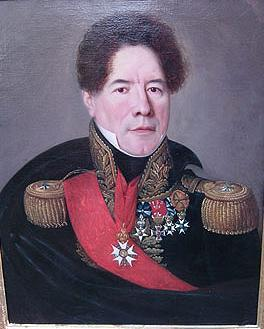
Louis Joseph Nompar de Caumont

In 1818 werden veteranen van het Legioen op advies van Jhr. Jan Willem Janssens door de Nederlandse regering gedecoreerd. De Kanselier van de Militaire Willems-Orde aarzelde over de te kiezen onderscheiding. In zijn overweging werd hij gestoord door een brief van de Hertog van La Force die om een onderscheiding vroeg. Koning Willem I koos voor een Ridderkruis in de Orde van de Nederlandse Leeuw als passende decoratie voor de Franse veteranen van 1793. Hij gelastte op 26 maart 1818 dat de men de ambassade in Parijs zes kruisen toe zou zenden. Ambassadeur Fagel zou ze dan verdelen en de koning zou de benoemingen achteraf officieel bekrachtigen.
Generaal Fagel decoreerde in dat voorjaar Generaal-majoor De Crossard en de kolonels Graaf Macnemara en Graaf C.H. du Tertre. De Hertog van La Force kreeg geen onderscheiding. Het is mogelijk dat Fagel het toekennen van een ridderkruis in een nieuwe en niet bijzonder aanzienlijke orde aan een man van het gewicht van de Hertog van La Force niet aandurfde uit angst voor een affront.
Op 19 mei 1818 liet Kanselier Janssens de koning weten dat de drie nieuwbakken ridders ontevreden waren. Na hun benoeming was hun aandacht op de Militaire Willems-Orde gevallen en nu begeerden zij deze onderscheiding. De koning gaf vrijwel ogenblikkelijk toe en liet op 24 mei zes officierskruisen naar Parijs sturen. De ambassadeur bleef daarentegen aarzelen wat de Hertog de La Force betrof.
De hertog werd pas op 20 augustus 1828 in de Militaire Willems-Orde opgenomen. Hij had wederom op een decoratie aangedrongen, deze keer sprak hij onomwonden van een Commandeurskruis. De koning die het internationale gebruik dat men een vreemdeling die in eigen land Commandeur is ten minste een onderscheiding in dezelfde graad verleent bij de Militaire Willems-Orde niet wilde toepassen, gelastte dat men de hertog een van de drie, al sinds tien jaar in de ambassade bewaarde, officierskruisen moest overreiken.